# Musa Yevlóyev
Musa Yevlóyev –en ruso, Муса Евлоев– (Nesterovskaya, 31 de marzo de 1993) es un deportista ruso que compite en lucha grecorromana.
Participó en los Juegos Olímpicos de Tokio 2020, obteniendo una medalla de oro en la categoría de 97 kg. Ganó tres medallas en el Campeonato Mundial de Lucha entre los años 2017 y 2019, y dos medallas de oro en el 2021, en los años Campeonato Europeo de Lucha y 2021.

## Palmarés internacional
| Juegos Olímpicos   | Juegos Olímpicos       | Juegos Olímpicos | Juegos Olímpicos |
| Año                | Lugar                  | Medalla          | Categoría        |
| ------------------ | ---------------------- | ---------------- | ---------------- |
| 2020               | Tokio (Japón)          | Medalla de oro   | 97 kg            |
| Campeonato Mundial |                        |                  |                  |
| Año                | Lugar                  | Medalla          | Categoría        |
| 2017               | París (Francia)        | Medalla de plata | 98 kg            |
| 2018               | Budapest (Hungría)     | Medalla de oro   | 97 kg            |
| 2019               | Nursultán (Kazajistán) | Medalla de oro   | 97 kg            |
| Campeonato Europeo |                        |                  |                  |
| Año                | Lugar                  | Medalla          | Categoría        |
| 2019               | Bucarest (Rumania)     | Medalla de oro   | 97 kg            |
| 2021               | Varsovia (Polonia)     | Medalla de oro   | 97 kg            |